# بوهونال دي إيبور
بلدية بوهونال دي إيبور (بالإسبانية: Bohonal de Ibor)‏، هي بلدية تقع في مقاطعة قصرش والتي تقع في منطقة إكستريمادورا، غرب إسبانيا.
يبلغ عدد سكانها 574 نسمة وفقاً لإحصائية سنة (2002).